# 馬特尼鎮區 (阿肯色州巴克斯特縣)
馬特尼鎮區（英語：Matney Township）是位於美國阿肯色州巴克斯特縣的一個行政鎮區。

## 地方資料
馬特尼鎮區的面積為63.41平方千米，當中陸地面積為62.93平方千米，而水域面積為0.48平方千米。根據2010年美國人口普查的數據，當地共有人口107人，而人口密度為每平方千米1.69人。